# Compañía Británica de las Indias Orientales
La Compañía Británica de las Indias Orientales (en inglés: East India Company; EIC), fue una compañía privilegiada formada en septiembre de 1599 por un grupo de empresarios ingleses con el propósito de dedicarse al comercio con las Indias Orientales, terminando así con el monopolio que ejercían compañías neerlandesas sobre el lucrativo comercio de las especias.
A finales de 1500 obtuvo de la reina Isabel I de Inglaterra la Carta Real que le concedió el permiso exclusivo para ejercer el comercio con las Indias Orientales durante 15 años; fue la primera compañía de este tipo en Europa. Los primeros 22 años funcionó como una empresa comercial regulada en la que cada miembro arriesgaba su propio capital y en la que la membresía no estaba restringida. Gradualmente, después de 1612, fue transformándose en una sociedad anónima. Los comerciantes ricos y los aristócratas poseían acciones de la compañía. El gobierno inglés no tenía acciones, pero ejercía el control indirecto de ella.
Originalmente fletada para comerciar con las Indias Orientales, la empresa creció hasta representar la mitad del comercio mundial, en particular con productos básicos que incluían el algodón, la seda, el colorante índigo, la sal, el salitre, el té y el opio. Finalmente la compañía terminó comerciando principalmente con el subcontinente indio y con la dinastía Ching o Qing de la China. También guio los inicios del Imperio británico en la India.
En 1698 los enemigos de la compañía en Inglaterra, con el consentimiento del Parlamento, constituyeron una compañía rival conocida como Compañía Inglesa de Comercio para las Indias Orientales. Después de muchas discusiones, en 1702, ambas compañías llegaron a un acuerdo mediante el cual se fusionaron en la Compañía Unificada de Mercaderes Ingleses que Comercian con las Indias Orientales. Esta fue la empresa que obtuvo la soberanía territorial en la India y mantuvo su posesión hasta que la Corona asumió el control en 1858.
Inicialmente sus viajes alcanzaron hasta Japón, pero entre 1610 y 1611 se instalaron con establecimientos de comercio llamados factorías en el territorio de la India,  donde llegaron a gobernar grandes zonas con sus propios ejércitos, con los cuales ejercieron el poder militar y asumieron las funciones administrativas. La autoridad de la compañía en la India comenzó efectivamente en 1757 después de la batalla de Plassey y duró hasta 1858, cuando, después de la Rebelión en la India de 1857, la Corona británica, mediante la Government of India Act de 1858, asumió el control directo de la India en la forma de la India británica.
A pesar de la frecuente intervención del gobierno británico, la empresa tuvo problemas recurrentes con sus finanzas. La compañía se disolvió en 1874 según la Ley de rescate de acciones de las Indias Orientales promulgada un año antes ya que el Acta de 1858 había resultado ineficiente y estaba obsoleta. La maquinaria oficial del gobierno británico asumió las funciones gubernamentales y absorbió los ejércitos de la India.

## Antecedentes. Fundación. Épocas

### Antecedentes
La derrota de la Armada Invencible en 1588 dio impulso a la empresa marítima en Inglaterra. En los años siguientes varios emprendedores comerciantes presentaron solicitudes a la reina Isabel I de Inglaterra para que les autorizara enviar una escuadra directamente al Oriente. La Reina autorizó su petición y en 1591 tres naves hicieron el primer viaje alrededor del cabo de Buena Esperanza hacia el océano Índico. El comandante George Raymond se hundió con su nave en una tormenta, pero el capitán James Lancaster con el HMS Bonaventure llegó al cabo Comorin, en el extremo sur de la India y a la península malaya, regresando a Inglaterra en 1594.
Otra expedición de tres naves fue enviada al Este bajo el mando de Benjamin Wood y financiada por sir Robert Dudley, pero las tres naves se perdieron. El primer inglés en llegar al norte de la India en el siglo XVII fue el comerciante John Midnall o Mildenhall: viajó por tierra con un pasaporte otorgado por la reina Isabel y estuvo siete años en el Oriente, desde 1599 hasta 1606. Visitó al emperador mogol Akbar en Agra y obtuvo de él algunos regalos de escaso valor que trató de vender sin éxito a la Compañía de las Indias Orientales que ya había sido fundada.

### Fundación

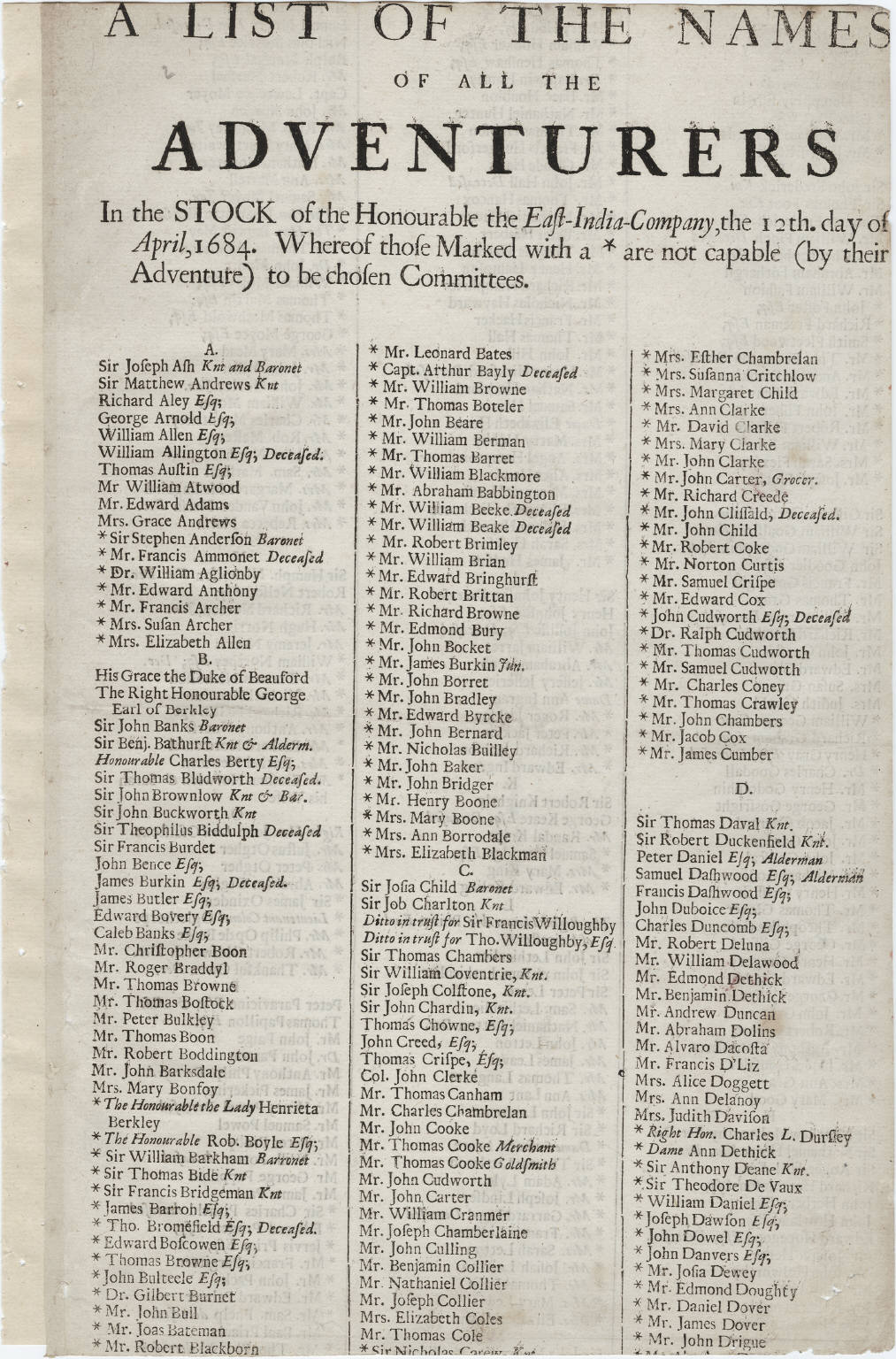
Listado de accionistas.

El 24 de septiembre de 1599 un grupo de comerciantes londinenses formaron una sociedad para comerciar directamente con las Indias Orientales dejando así de depender del monopolio que ejercían los holandeses sobre el lucrativo comercio de las especias. 
Suscribieron un capital de 30,133 de libras y decidieron buscar el apoyo de la Corona, este apoyo no fue concedido inicialmente pero un año después la reina Isabel I de Inglaterra, el 31 de diciembre de 1600, mediante una Carta Real les concedió al "gobernador y a la compañía de los mercaderes londinenses que comercian con las Indias Orientales" el monopolio por 15 años para comerciar, comprar tierras, demandar y ser demandado. La empresa sería dirigida por un gobernador y un comité de 24 personas que serían nombrados anualmente en el mes de julio. 
La carta aseguraba durante 15 años el privilegio exclusivo para comerciar con la India y con todos los países más allá del cabo de Buena Esperanza hasta el estrecho de Magallanes, excepto aquellos territorios y puertos que estuvieran actualmente en posesión de príncipes cristianos y fueran amigos de la Corona. La empresa podría hacer estatutos y castigar a los delincuentes con multas o prisión. A todos los súbditos ingleses se les prohibía comerciar con cualquier país dentro de los límites asignados a la compañía, a menos que tuvieran un permiso especial de la Corona, bajo la pena de perder sus naves y la carga, caer en prisión u otro castigo.
Estos poderes fueron complementados con considerables privilegios. Debido a la incertidumbre sobre los productos que serían vendidos en la India se les eximía de derechos de exportación durante los primeros cuatro viajes y se le daban seis a doce meses de plazo para cancelar los derechos de aduana de las mercancías que trajeran a Inglaterra. Para el primer viaje la compañía podría llevar hasta 30,000 libras en monedas de plata españolas u otras monedas extranjeras.
En sus naves la empresa debería llevar artefactos explosivos u otra munición para su defensa, como también la marinería debería ser inglesa. Si el negocio no fuese rentable para el reino, podría ser revocado con 2 años de aviso. Si era beneficioso, la Carta debería ser renovada al expirar los 15 años por otro período similar. La persona jurídica, así creada, representaba, tanto en la naturaleza del negocio como en el mecanismo de manejarla, la última etapa de las empresas marítimas de la época isabelina.
La compañía era una 'empresa regulada', regulada en cuanto a sus poderes generales mediante una Carta Real y regulada en cada viaje en particular. Su gestión interna era controlada por un 'consejo privado', un gobernador, un comité de 24 personas y por la Corona; el tipo perfecto de sociedades reguladas. La compañía contaba ahora con 217 suscriptores y su capital era de 68,373 libras.

### Épocas
Desde 1600 a 1612 fue la época de los llamados 'viajes separados', en que cada uno fue teóricamente completo en sí mismo y que debía ser liquidado al regreso de las naves para repartir las ganancias. Durante este periodo el poder de la empresa central era total sobre cada grupo de suscriptores del viaje. El sistema resultó defectuoso debido a lo largo que resultaron los viajes y el lento proceso de liquidación para determinar la ganancia. Los viajes independientes se superponían entre sí, por lo que a veces competían entre ellos por las especias y los productos de la India, disputas que iban en contra de ellos mismos.
La segunda época, desde 1612 hasta 1661 se caracterizó por los esfuerzos por remediar este estado de cosas. Se le conoce como el período de las "acciones conjuntas". Esta vez la suscripción no se hacía por un solo viaje sino que por varios o bien por un determinado número de años. Pero a medida que los viajes duraban más tiempo se volvieron a suscitar los mismos problemas del período anterior.
En 1661 comenzó una tercera etapa cuando la autoridad central y los suscriptores de las acciones conjuntas se convencieron de que las disputas entre ellos resultaban fatales para la compañía. La práctica de compra y venta de las acciones se hizo común indicando que el sistema se estaba aproximando a las modernas sociedades anónimas del siglo XX.

## Primera época: los viajes separados (1601-1612)
La primera época de la compañía entre 1601 y 1612 se conoce como la de los viajes separados, pues cada viaje era organizado por un número particular de suscriptores y estaba sujeto al regreso de las naves para establecer su ganancia. Los viajes se efectuaron principalmente al archipiélago de las islas Molucas en lugar de la India continental. Estos viajes resultaron muy rentables. Las naves regresaban trayendo pimienta y especias.
La debilidad en la constitución de la compañía se hizo sentir desde el principio. Su capital resultó insuficiente para el primer viaje por lo que hubo que pedir un suplemento a los suscriptores. Además, el gobernador Thomas Smythe cayó bajo sospecha de participar en una rebelión por lo que fue enviado a prisión.

### Primer viaje (1601)
Finalmente el 22 de abril de 1601 cuatro buques se hicieron a la vela desde el puerto de Torbay bajo el mando del capitán James Lancaster. La naves eran el Red Dragon al mando de Lancaster, el Hector al mando del capitán John Middleton, el Ascension mandado por el capitán William Brand y el Susan bajo el mando del capitán John Heyward.
Transportaban un cargamento de alimentos básicos, paño, plomo, estaño, cubiertos, vidrio, etc. Arribaron a Aceh en Sumatra el 5 de junio de 1602. Lancaster le entregó al rey de Aceh una carta de la reina Isabel junto con regalos, a cambio recibió un cálido recibimiento por el rey. Continuó hacia Bantén en la isla de Java pero desgraciadamente esa temporada la cosecha de la pimienta había fracasado por lo que Lancaster tuvo que buscar otras mercaderías para sus naves. Como Inglaterra estaba en guerra contra Portugal decidió capturar un galeón portugués que estaba al ancla en Bantén y luego terminó de cargar sus naves con especias en otras islas. Trabó amistad con el rey de Bantén, organizó una factoría y regresó a Inglaterra donde arribó en 1603.
Los beneficios de la venta de las especias más lo saqueado a los portugueses fueron enormes y contribuyeron a levantar el crédito de la compañía. Lamentablemente en 1603 llegó la peste a Londres, lo que paralizó el comercio por completo durante medio año. Cuando la plaga disminuyó, se reanudaron las actividades comerciales. Los abonados a este viaje solo pudieron obtener sus ganancias en 1609, que alcanzaron el 95 %, un gran rendimiento si se hubiera distribuido inmediatamente, pero no tanto si se considera que habían transcurrido casi 10 años desde que suscribieron su capital en 1600. La Corona no estuvo contenta con el funcionamiento de la compañía, pues estimaba que zarparían seis naves todos los años y en realidad en tres años solo habían zarpado cuatro. La empresa se vio obligada a proyectar su segundo viaje.

### Segundo viaje (1604)
El viaje estuvo al mando del capitán sir Henry Middleton y participaron las mismas cuatro naves del viaje anterior. Zarparon de Gravesend en marzo de 1604. Para este viaje se suscribió un capital de 11 000 libras únicamente, que tuvo que ser suplementado posteriormente y aun así sólo tuvieron una carga total de 12 302 libras frente a las 28 602 libras del primer viaje.
Recalaron en Bantén, Ternate, Tidore y la isla de Ambon. El Hector y la Susan cargaron pimienta en su factoría de Bantén y el Red Dragon y el Ascension cargaron lo mismo en el puerto de Ambon. Regresaron a Inglaterra en 1606 habiendo perdido la Susan durante la navegación. Los beneficios de este viaje se sumaron a los del primero y no fueron repartidos hasta 1609.
El resultado de estos dos viajes era pobre comparado con las excelentes operaciones que realizaba la Compañía Neerlandesa de las Indias Orientales, que contaba con un capital de 540 000 libras y grandes flotas anuales. Los economistas ingleses condenaron la naturaleza del comercio de la compañía, ya que se estaba cambiando el tesoro del reino por mercaderías. En los dos primeros viajes se habían enviado mercaderías por 8002 libras y lingotes de plata y monedas de distintos valores por un total de 32 902 libras. La Corona estaba cada vez más insatisfecha con los resultados. 
Tras su ascensión al trono, Jacobo I concedió autorización, en junio de 1604, a Edward Michelborne para que comerciara en los lugares en que la compañía no se hubiera establecido. La actuación durante 18 meses de Michelborne con actos de piratería en Bantén contra los neerlandeses y el saqueo de un barco chino hizo que el nombre inglés fuese aborrecido en Oriente. En 1606 regresó a Inglaterra y nunca más volvió a navegar.
La actuación de este primer intérlope comprometió seriamente a la empresa en el archipiélago malayo. Aunque Jacobo I había puesto fin a años de guerra con España y Portugal mediante el tratado de 1604, las hostilidades en Oriente continuaron y los holandeses años más tarde, en represalia al ataque de Michelborne en Bantén, efectuaron lo que terminó en la tragedia de Ambon.

### Tercer viaje (1607)

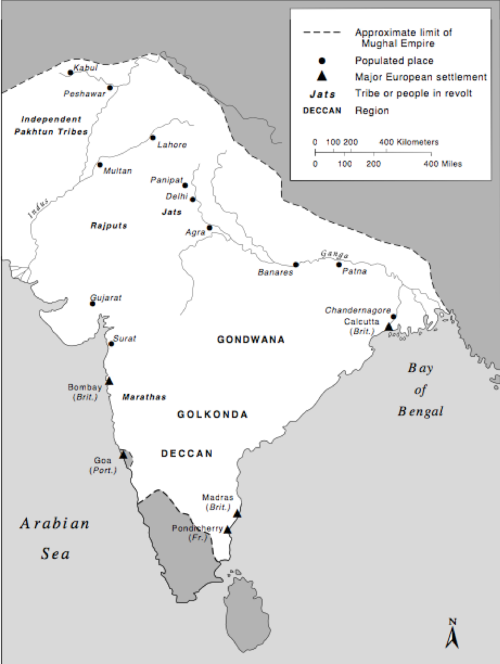
El Imperio mogol.

Estuvo integrado por tres naves bajo la dirección del capitán William Keeling que mandaba el Red Dragon, el Hector bajo el mando del capitán William Hawkins y el Consent bajo el mando del capitán David Middleton. Las naves zarparon de Tilbury el 17 de marzo de 1607 y fondearon en la bahía de San Agustín, en el suroeste de Madagascar, donde la flota se dispersó. El Red Dragon y el Consent cargaron pimienta y clavo de olor y regresaron a Inglaterra, donde el primero arribó en septiembre de 1609 y el Consent en mayo de 1610.
El Hector recaló en Surat, ubicado en la desembocadura del río Tapi o Tapti en el estado de Guyarat en el oeste de la India. Fue la primera nave de la compañía en recalar en un puerto de la India occidental. Hawkins viajó a Agra para entrevistarse con el gobernante del Imperio mogol Nuruddin Salim Jahangir a quien llevó una carta del rey Jacobo I. Inicialmente obtuvo la autorización del emperador para instalar una factoría en Surat, pero posteriormente esta autorización fue revocada debido a gestiones de los comerciantes portugueses. Después de dos años y medio de negociaciones que no fructificaron, Hawkins emprendió el regreso a Inglaterra. Los siguientes años la mayoría del comercio se efectuó con Bantén, Aceh, Aden, Moka y Socotra.
El rendimiento fue del 234 % para los suscriptores, pero la compañía estaba en serias dificultades debido al atraso en la liquidación y cancelación de las ganancias de los dos primeros viajes a los suscriptores, que estaban considerando terminar sus asuntos y retirarse del negocio.

### Cuarto viaje (1608)
- Cuarto viaje separado

La compañía pudo equipar sólo dos naves para este viaje pues los suscriptores aportaron un capital igual a la mitad del reunido para el primer viaje, además de que tuvieron la amenaza de una nueva competencia; la Corona había otorgado a Richard Penkevel la autorización para comerciar con China y las islas de las Especias a través de un paso por el Noroeste o el Noreste.
Las naves fueron el Ascension bajo el mando del capitán Alexander Sharpeigh y la Union al mando del capitán Richard Rowles. Zarparon de Inglaterra el 14 de marzo de 1608. A la altura de la bahía de Saldanha las separó una tormenta. El Ascension recaló en Comoros y Aden y luego prosiguió a Moka y Socotra naufragando en el golfo de Khambhat.
La Union recaló en Aceh y una vez que hubo cargado inició su regreso a Inglaterra; lamentablemente cuando estaba llegando naufragó en Audierne en la costa de Francia.

### Quinto viaje (1609)
Para este viaje solo se dispuso de una nave que se equipó y cargó con un capital igual a 1/5 del suscrito para la primera travesía, demostrando el bajo nivel en que se encontraba la empresa. La nave Expedition estuvo bajo el mando del capitán David Middleton.
El velero zarpó en 1609. Recaló en Bantén, continuó a las Molucas y regresó a Bantén, luego siguió a Inglaterra. El viaje fue financiado por los suscriptores del tercer viaje y el resultado de ambos tuvo una ganancia del 254 %. En esa fecha el rey Jacobo I comenzó a interesarse en las empresas de sus súbditos en el exterior.
En 1609 emitió una nueva y más amplia Carta Real para la East India Company. Le concedía el monopolio del comercio con las Indias Orientales y permitía el decomiso de las naves y cargamento de los infractores. La concesión era a perpetuidad en lugar de 15 años y en el caso de que el negocio no fuera rentable podía ser rescindida con un preaviso de tres años en lugar de los dos señalados en el fletamento anterior.

### Sexto viaje (1610)
La compañía se puso de moda y para el sexto viaje la suscripción de capital llegó a la enorme suma, para la empresa, de 82 000 libras. El viaje estuvo bajo el mando del capitán sir Henry Middleton y compuesto por tres naves: el Trades Increase al mando de Henry Middleton, el Peppercorn bajo el mando del capitán Nicholas Dowton y el Darling con el capitán Robert Larkyn.
La compañía en 1607 había decidido construir sus propias naves para lo cual arrendó un astillero en Deptfor, y en 1609 lanzó al mar un inmenso buque de 1100 toneladas, el Trader Increase. El rey y su familia asistieron al bautizo de la nave, que a pesar del patrocinio real tuvo mala suerte, como se verá más adelante.
Las naves zarparon de Londres el 1 de abril de 1610 y como uno de los objetivos del viaje era comerciar en el mar Rojo se dirigieron a Adén, donde llegaron el 7 de noviembre. En este intento Middleton fue capturado y encarcelado junto a varios tripulantes de su nave cuando se encontraba fondeado en Moka, en el mar Rojo. Escaparon y en castigo se dirigió a la costa de la India y en Dabul capturó dos naves que venían de Cochin, a las que les quitó su cargamento. Regresó a Adén en abril de 1612 donde apresó varias naves en Bab el Mandeb, en el mar Rojo. Las represalias de Middleton sólo dieron como resultado la oposición musulmana contra los ingleses, tanto en el mar Rojo como en la India de parte del emperador mogol.
En abril de 1612, a la entrada del mar Rojo, Middleton se encontró con el capitán John Saris que iba al mando del octavo viaje con las naves Clove, Hector y Thomas. En mayo enviaron al Darling y al Thomas a Tiku, en la costa de la isla de Sumatra Occidental, y tres días después les siguieron el Trade Increase y el Peppercorn.
En Bantén el Trades Increase hacía mucha agua por lo que tuvo que ser varado y poco después fue destruido por un incendio. El capitán Middleton falleció en Bantén el 24 de mayo de 1613. El Peppercorn zarpó de Bantén en diciembre de 1612 y recaló en Waterford, Irlanda, en septiembre del año siguiente. El capitán Dowton fue arrestado por piratería pero al poco tiempo fue dejado en libertad y arribó a Londres el 19 de noviembre de 1613.
En marzo de 1614 el Darling zarpó de Bantén, recalando en puertos de la costa de Borneo; sin embargo tuvo que ser abandonado por su mal estado en Patani, Tailandia. A pesar de todas estas dificultades, el viaje reportó buenas ganancias a los inversores.

### Séptimo viaje (1611)
Estuvo integrado por cuatro naves, una de las cuales era The Globe bajo el mando del capitán Anthony Hippon. En 1610 los directores habían decidido establecer relaciones comerciales con Siam, posteriormente llamado Tailandia. Las naves zarparon con instrucciones de instalar factorías en la costa de Coromandel, la costa del sureste de la península India y luego continuar a Patani en la costa este de la península malaya y a Ayuthia la capital de Tailandia. A bordo iban dos comerciantes holandeses llamados Peter Floris y Lucas Antheunis que tenían experiencia en esa ruta y además ambos contribuyeron con 1/8 del capital necesario para el viaje. Al progamar este itinerario los directores tenían en mente también iniciar una ruta comercial a Japón. Los capitanes del viaje tenían orden de que uno de estos comerciantes holandeses fuese enviado a bordo de una de las naves con una carta de presentación ante el emperador japonés.
Zarparon de Inglaterra en los primeros meses de 1611. Arribaron a Ceilán (posteriormente llamado Sri Lanka) en agosto del mismo año, continuaron hacia la costa de Coromandel recalando en Pulicat, Pettapoli, luego Nizampatam y Masulipatam, donde compraron mercaderías destinadas a ser vendidas en Bantén y Tailandia. En el puerto de Masulipatam establecieron una factoría que con el tiempo sería la principal estación de la compañía en el tráfico con Birmania, llamada después Myanmar. Continuaron hacia Bantén, en la isla de Java, y luego siguieron a Tailandia, fondeando en el puerto de Patani el 23 de junio de 1612. Desde Patani se enviaron 5 hombres a Ayuthia, que fueron bien recibidos.
En Patani estuvieron más de un año durante el cual el capitán Hippon falleció, tomando el mando Thomas Essington. Incursionaron a Bangkok y zarparon en octubre de 1613. Navegaron por el estrecho de Singapur y llegaron a Masulipatam en diciembre de ese año. Allí estuvieron casi un año en el que lamentaron la muerte del capitán Essington debiendo tomar el mando Thomas Skinner. La nave regresó a Inglaterra fondeando en Lizard el 20 de agosto de 1615.

### Octavo viaje (1612)
Este viaje estuvo formado por tres naves bajo el mando del capitán John Saris a bordo del Clove, el Hector bajo el mando de James Foster y el Thomas con el capitán Thomas Fuller. Zarparon de Inglaterra en 1611, navegaron con buen tiempo recalando en las islas Comores entre Madagascar y la costa sureste de África, y continuaron hasta las islas Socotra, frente al Cuerno de África, donde arribaron el 17 de febrero de 1612.
Sus instrucciones eran dirigirse a Surat pero el viento se lo impidió durante seis meses, lapso que aprovechó para ir a comerciar a Moka y ayudó a liberar al capitán Middleton que estaba encarcelado allí. Finalmente llegó a Surat donde capturó algunas naves indias pero no pudo desembarcar por lo que se dirigió con sus naves a Bantén, puerto al cual arribó en noviembre de 1612. Según la correspondencia con William Adams, el primer inglés en llegar a residir en Japón, decidió continuar hacia el Este con el Clove y al Hector, y al Thomas los envió de regreso a Inglaterra con un cargamento de especias.
Saris, luego de recalar en las Molucas, finalmente arribó a Hirado el 12 de junio de 1613, donde tuvo una amigable recepción. Adams facilitó las relaciones de los ingleses con los japoneses y Saris viajó a Yedo, luego llamado Tokio, donde se entrevistó con el shogún Ieyasu, con el que firmó un acuerdo de comercio e instaló una factoría en Hirado con la idea de comerciar con Corea y China. Adams entró al servicio de la compañía e hizo muchos viajes hasta su muerte en 1620. Saris zarpó de Hirado en diciembre de 1613 arribando a Plymouth el 27 de septiembre de 1614.

### Noveno viaje (1612)
Viaje efectuado por el James bajo el mando del capitán Edmund Marlow. Zarpó de Downs el 10 de febrero de 1612. Fondeó en la bahía de San Agustín, de la isla San Lorenzo, el 29 de junio, después de unos días continuó a Bantén y el 26 de septiembre fondeó en Priaman, donde se encontraba fondeado el Thomas.
El 4 de noviembre navegó por el estrecho de la Sonda en dirección a la costa de Coromandel en la India, pero fuertes vientos se lo impidieron teniendo que fondear en Pulo Panian. El 10 de febrero de 1613 volvió a zarpar hacia Coromandel fondeando el 6 de junio en Pullicate y luego en Masulipatam.
En la costa de Coromandel estableció una factoría y permaneció en la zona seis meses hasta el 6 de enero de 1614 en que zarpó hacia Putapilly, cargó mercadería y zarpó hacia Bantén, donde arribó el 20 de abril. El 10 de junio zarpó hacia Patane, permaneciendo en la zona hasta el 27 de enero de 1615 en que zarpó de regreso a Inglaterra junto con el Globe. El 29 de abril fondearon en Saldanha y el 3 de junio en la isla Santa Elena. Finalmente el 3 de agosto llegaron a Inglaterra.

## Segunda época. Las acciones conjuntas (1612-1661)

### Asentamiento en la India

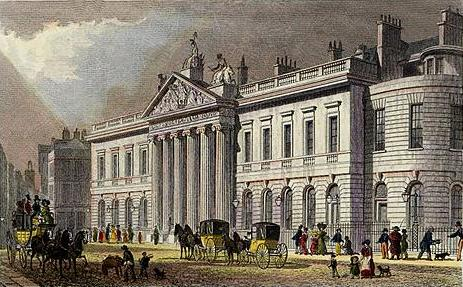
Edificio de la compañía en Londres, 1828.

Las ganancias de la compañía convirtieron al rey Jacobo I en un firme partidario de la empresa, por lo que en 1609 les renovó por tiempo indefinido el Decreto Real que les concedía el monopolio del comercio con las Indias Orientales, pero con la condición de que este podría ser rescindido si los resultados de la empresa no eran rentables para el reino durante un periodo de tres años.
Durante los primeros 12 años la compañía funcionó como una empresa comercial en la que cada miembro arriesgaba su propio capital y en la que la membresía no estaba restringida. Gradualmente fue transformándose en una sociedad anónima, lo que ocurrió después del año 1612. En 1610 la compañía instaló su primera factoría en Machilipatnam, en la bahía de Bengala.
Surat está ubicado en la costa oeste de la India en la desembocadura del río Tapti, en el golfo de Cambay o Khambhat del mar Arábigo. Las naves de la compañía comenzaron a emplear el puerto como lugar de comercio y tránsito desde 1608. En 1615, después de la batalla de Swally, abrieron una oficina en la ciudad e hicieron de este el lugar donde instalaron la sede central de la compañía en el Medio Oriente hasta 1687 en que fue trasladada a Bombay.

### Combates navales en Surat
Los ingleses se vieron enfrentados a los portugueses y holandeses en sus esfuerzos por asentarse en la India.
En 1611 los portugueses impidieron desembarcar en Surat a una flota de la compañía al mando de Henry Middleton, pero en 1612 Thomas Best les derrotó en un duro enfrentamiento en Swally (Suvali). Gracias al prestigio ganado ante el emperador mogol por esta batalla, en 1613 obtuvieron la autorización de Jahangir para establecer en forma permanente una factoría en Surat y el permiso formal para comerciar en el Imperio mogol.
En 1615 Nicholas Dowton, en el mismo lugar anterior, obtuvo una aún más decisiva victoria ante los portugueses. Además en 1622 la compañía, junto con tropas persas, tomó Ormuz en el golfo Pérsico. En lo sucesivo la compañía tuvo poco que temer de los portugueses.
El Tratado de Madrid de 1630 proclamó la paz en las Indias, pero no se materializó efectivamente hasta que el gobernador de la compañía en Surat y el virrey de Goa firmaron una convención que fue ratificada en 1642.

### Embajada. Tratado con el emperador mogol.
En septiembre de 1615 Thomas Roe llegó a la India como primer embajador inglés ante la corte mogol. En 1619 se habían establecido agencias navieras y factorías en Surat, Agra, Ahmadabad y Broach. La oficina de Surat controlaba a las otras y en ella estaba la sede central de la compañía en esa costa.
Las buenas relaciones establecidas con el emperador mogol por el embajador Roe fructificaron en el comercio de tejidos de algodón, añil, algodón en bruto, seda, salitre y algunas especias. También se comerció con Persia. En Inglaterra la compañía creció. En 1647, la compañía británica tenía 23 fábricas y 90 empleados en la India. En 1634, el emperador mogol amplió su hospitalidad y permitió a los británicos comerciar en la región de Bengala. Durante toda la historia de la Compañía sus naves fueron conocidas como East Indiaman famosas en todo el mundo y su desarrollo sirvió de estímulo a la navegación y a la construcción naval inglesas.

### El comercio en Bantén. Masacre de Ambón.
Bantén en el siglo XVI era un reino que abarcaba la mayor parte de Java Occidental y el sur de Sumatra. La pimienta hizo rica a Bantén, transformándola en una de las ciudades más grandes del sudeste asiático. La compañía estableció en ella su primera factoría en Asia y desde aquí los ingleses se expandieron a otros lugares de Asia.
Los holandeses de las Provincias Unidas llegaron a Bantén seis años antes que los ingleses, que habían llegado en 1602. Querían monopolizar el comercio de las especias. Continuamente trataron de impedir que la compañía comerciara directamente con las islas de las Especias de las Bandas y Molucas en el este de Indonesia, fuente de los valiosos clavos de olor, nuez moscada y pimienta. Se libraron guerras por la libertad de los mares y hasta fines de la década de 1600 el equilibrio no cambió. Mientras los holandeses se enfocaban en Indonesia, los ingleses vieron que la riqueza estaba en otra parte. Los paños de lana y la plata que transportaban las naves de la compañía no interesaron a los comerciantes asiáticos, por lo que pronto se dieron cuenta de que harían mejor negocio si comerciaban con otros productos, como eran los textiles indios.
El intento de romper el monopolio que los holandeses tenían sobre las islas de las Especias resultó infructuoso. En 1613 los holandeses ofrecieron su cooperación pero la compañía la rechazó, motivo por el cual durante los siguientes años se desencadenaron las disputas entre los comerciantes armados de ambas naciones, que terminaron en una tregua, el Tratado de defensa de 1619. Este tratado no fue efectivo y las disputas continuaron hasta el año 1623 en que varios comerciantes ingleses fueron masacrados por los holandeses en Ambón, islas Molucas. Después de este suceso la compañía decidió concentrar sus esfuerzos en Surat y en los otros puestos que tenía en la India.

## Expansión

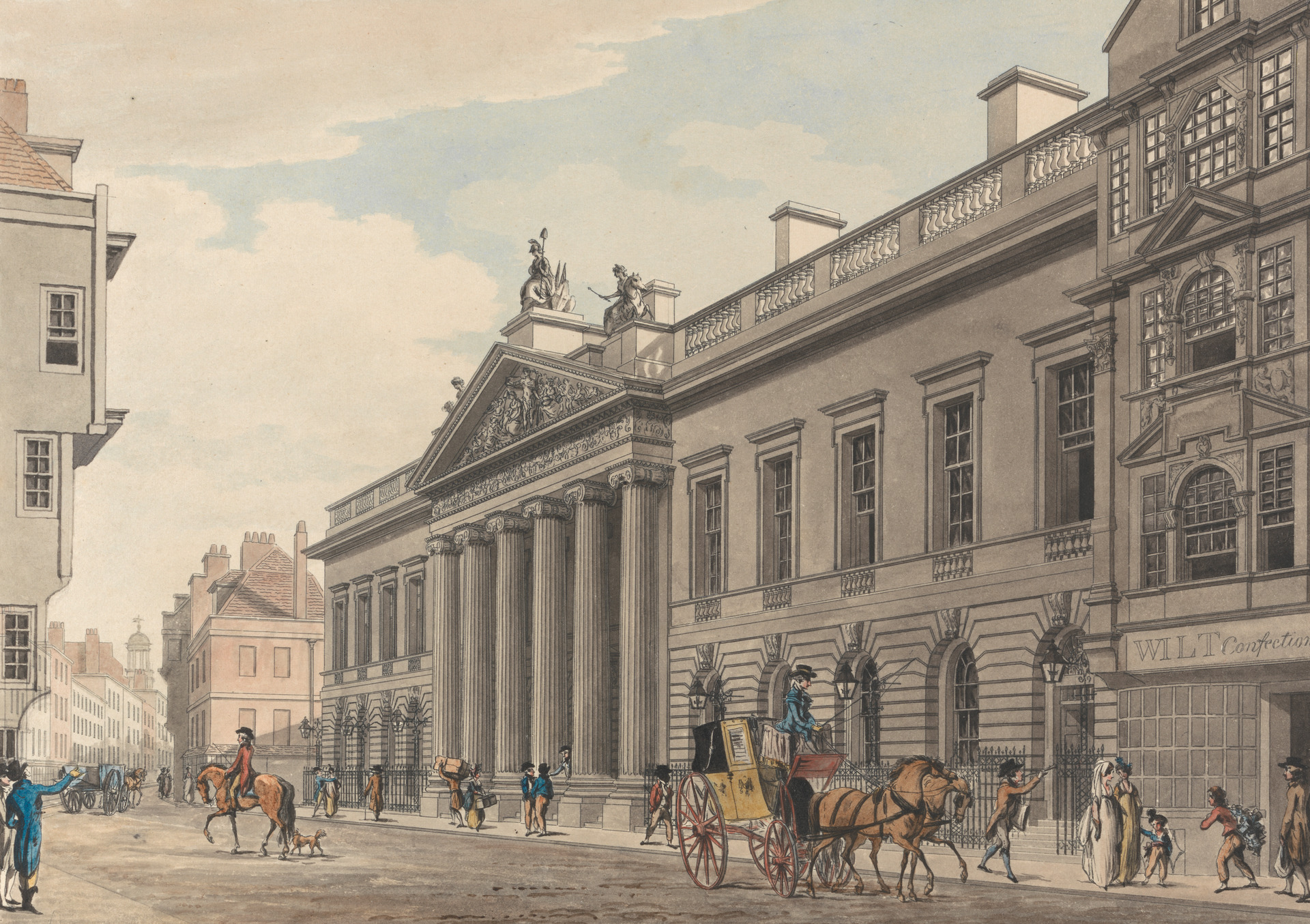
La Casa de las Indias Orientales, sede de la compañía en Londres. Acuarela sobre aguafuerte de Thomas Malton, c. 1800.

### Asentamiento en Bengala
En 1632 el rey Golkonda alentó a los miembros de la factoría de Masulipatam para que enviaran una partida hacia el norte, él les facilitaría su propia embarcación, un farman, embarcación nativa de la bahía de Bengala. En marzo de 1633 zarparon ocho ingleses de la compañía arribando a la boca del río Mahanadi de Orissa el 21 de abril del mismo año. Allí los recibió el representante del rajá en la estación mogol de Harishpur.
Ralph Cartwright, el comerciante jefe del grupo, fue a saludar al gobernador musulmán de Orissa, Agha Muhammad Zaman, nacido en Persia y que estaba en la estación de Cuttack dentro de la boca del río Mahanadi. Luego de algunas negociaciones el gobernador, con fecha 5 de mayo de 1633, les concedió una amplia licencia para comerciar: la libertad de tráfico y de exportación libre de impuestos en cualquier puerto de Orissa y también podrían comprar terrenos y levantar factorías y construir y reparar naves. 
En junio de 1633 Cartwright fundó más al norte la factoría de Balasor. En julio de 1633 recibió al Swan que venía de Inglaterra con un cargamento de paño y plomo que no tuvo compradores y estuvo cerca de un año sin venderse. Lamentablemente, durante la temporada de lluvias, la mortal malaria hizo estragos en la factoría muriendo cinco hombres de una dotación de seis. Además los portugueses y los holandeses los hostigaron de manera que en 1641 estuvieron a punto de cerrar Balasore, pero en el verano de 1642 la situación cambió completamente.
Francis Day, el fundador de Madras, visitó Balasor e informó que la factoría no debería ser dejada de lado y en 1650, ahora bajo el control del Parlamento, la compañía resolvió que, siguiendo el ejemplo de los holandeses, debería levantarse una factoría en Bengala mismo. Los peligros del río Hugli en ese entonces no levantado y sin señalización lo hacían inseguro para la navegación de naves grandes por lo que se decidió hacer de Balasor una estación de transbordo de la carga que sería trasladada en embarcaciones menores por el delta del Ganges hasta la factoría de Hugli distante unas 100 millas del mar.
Desde 1651 en adelante la compañía estableció comercio a lo largo del litoral e interior de Bengala mediante la instalación de postas de comercio en Balasor, Pippli en la costa de Orissa, en Hugli, Cossimbazar cerca de Murshidabad y una o dos estaciones en el delta del Ganges y en Patna y en Behar. Este despliegue fue excesivo, resultando en problemas para un control efectivo por lo que en 1656-1657 la compañía resolvió cerrar sus postas en el borde costero. Afortunadamente, en octubre de 1657, Cromwell reorganizó la compañía sobre una base más amplia. Una comisión viajó hasta Bengala y restableció el orden en la postas y reanudó el comercio en ellas; Hugli llegó a ser la agencia central en Bengala controlando las agencias de Balasor y las otras.
En 1596 la aldea de Calcuta tuvo una pequeña renta pagada por el emperador Akbar el servirle para un censo en Bengala. En 1686 naves de la compañía fondeadas en la desembocadura del río Hugli lo remontaron alrededor de 26 millas hasta la aldea de Sutanati, que luego quedaría dentro de las fronteras de Calcuta. La compañía ocupó Sutanati en forma permanente a partir del 24 de agosto de 1690, fecha que se considera como la de fundación de Calcuta por Job Charnock, administrador de la compañía. En 1696 los ingleses, con autorización del gobernador indio, construyeron el fuerte William y en 1698 compraron formalmente las aldeas de Sutanati, Kalikata y Govindpur al príncipe Azim. En 1756 la ciudad fue saqueada y fuerte William capturado por fuerzas del gobernador indio Siraj-ud Daula. En enero de 1757 una expedición al mando del almirante Charles Watson y del coronel Robert Clive retomó la posesión de la ciudad. Después de la batalla de Plassey, el 23 de junio de 1757, Mir Jafar fue designado por los británicos gobernador de Bengala.

### Asentamiento en Madrás

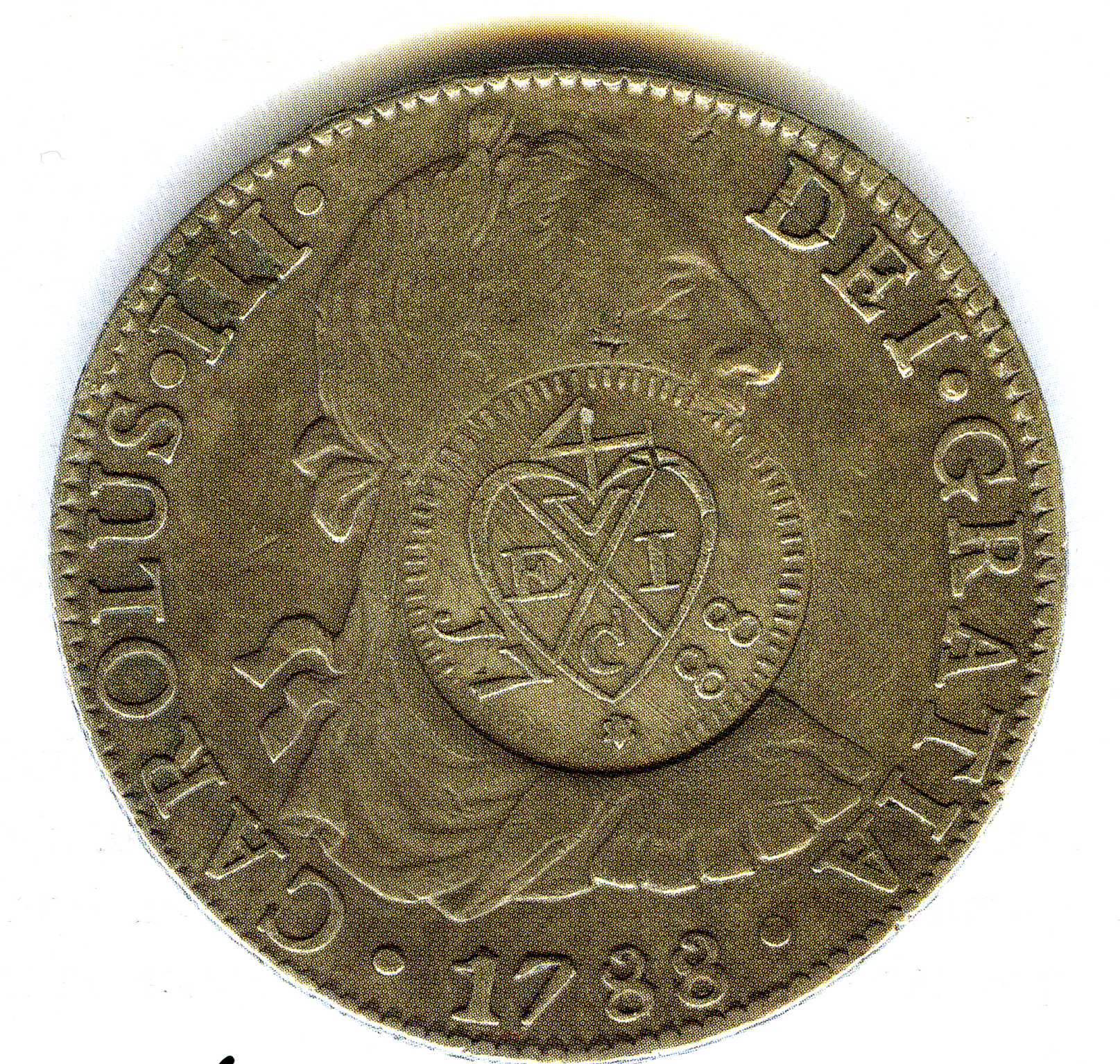
Moneda de Carlos III de España con resello de la Compañía Británica.

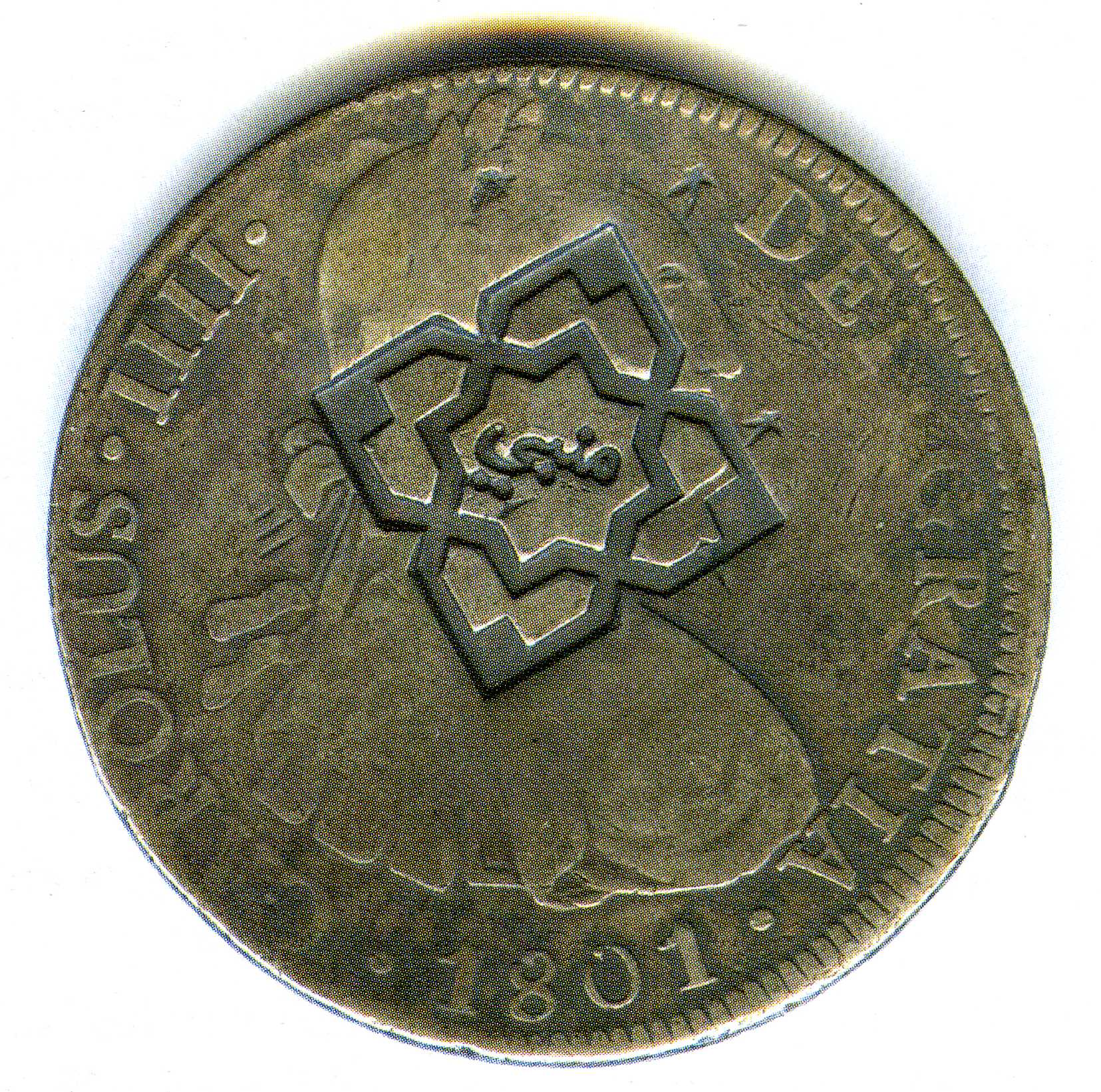
Moneda de Carlos IV de España utilizada en Bombay por la Compañía Británica.

En 1639 Francis Day, miembro del consejo de Masulipatam y director en Armagon propuso que para terminar la lucha con los holandeses levantaran una factoría al sur del asentamiento que estos tenían en Pulicat. Escogió un lugar a 30 millas de Pulicat que tenía una rada apropiada y una colonia portuguesa amiga en la costa. El jefe local hindú le dio la bienvenida y obtuvo del rajá del interior que por un pago les otorgara una franja de tierra en la costa y les autorizara construir un fuerte. El jefe local ordenó que el nuevo emplazamiento se llamara Chennappa en homenaje a su padre, los nativos llamaron al lugar Chennapatanam, pero los ingleses lo llamaron Madrás.
Day, sin esperar la autorización de la compañía, construyó una factoría fortificada a la que llamó fuerte St. George. Este emplazamiento tenía la ventaja de encontrarse a medio camino del comercio con Java. En 1642 se informó que el principal asentamiento en la costa de Coromandel había sido trasladado de Masulipatam a Madrás.
En 1657 la compañía resolvió hacer de Madrás la sede de su cuartel general en el este de la India y en 1658 declaró que todos sus asentamientos en Bengala y la costa de Coromandel quedaban subordinados a fuerte St. George.

### Asentamiento en Bombay
Las islas de Bombay fueron parte de la dote que Catalina de Braganza aportó cuando en 1661 se casó con Carlos II de Inglaterra. El 27 de marzo de 1668, el rey Carlos traspasó estas islas a la compañía cobrándole un impuesto de solo 10 £ en señal de soberanía, impuesto que se mantuvo hasta aproximadamente 1730. Gerald Augier, gobernador de Bombay entre 1670 y 1677, fue el primero en darse cuenta de que Bombay era un lugar mucho más apropiado que Surat para los proyectos ingleses en la costa oeste de la India. En 1672 Augier trasladó la jefatura de la compañía de Surat a Bombay y puede decirse que fue el verdadero fundador de Bombay.
Bombay era entonces uno de los lugares más insalubres de Oriente. Augier comenzó a rellenar los canales que separaban las islas, abrió un hospital y estableció un tribunal de justicia. Proclamó la tolerancia religiosa y fortificó el lugar de forma tan efectiva que posteriormente pudieron repeler los ataques de los sidis de Janjira y en 1673 el ataque de una formidable flota holandesa. Para su defensa creó el primer ejército europeo en la India, los fusileros de Bombay. Cuando murió en 1677 la ciudad tenía una población de 60 000 habitantes y podía reclamar con orgullo que era "la mejor ciudad de la India".
En 1670, el rey Carlos II concedió a la Compañía el derecho a capitanear ejércitos y formar alianzas, declarar la guerra o establecer la paz y ejercer la jurisdicción tanto civil como criminal en las zonas en las que operaba. Al sufrir constantes ataques por parte de los nativos y de otros competidores comerciales, desarrolló un importante despliegue militar. En 1689, la Compañía era casi un «estado» dentro de la India continental, que administraba de forma independiente las zonas de Bombay, Madrás y Bengala y que poseía una fuerza militar tremendamente intimidatoria conocida como los Casacas Rojas.

## Consolidación de la compañía. Fusión
Para la compañía los últimos años del siglo XVII en la India habían sido un periodo de transición no exento de problemas. De un sistema puramente comercial había pasado a un sistema de autogobierno en el plano local. En efecto, el debilitamiento del Imperio mogol duplicó los riesgos e incertidumbres de sus operaciones comerciales; se producían constantes alertas de lucha cerca de sus factorías, había la posibilidad de saqueos y tenían que soportar las permanentes sobretasas y la exposición permanente a la interferencia de intérlopes, además del peligro de ataque de sus rivales europeos. Ante lo anterior la compañía decidió liberarse de la dependencia de las autoridades nativas y ordenó a sus agentes no escatimar esfuerzos para mejorar sus ingresos y pasar a ser una nación dentro de la India.
En 1687, después de haber resuelto administrar todos sus asentamientos en la India bajo un control central, obtuvo del rey Jacobo la autorización para que sus gobernadores pudieran hacer la paz y la guerra en India y junto con ello envió a John Child con órdenes de exigir al gobierno mogol una compensación por los daños e insultos que la compañía había sufrido por parte de funcionarios nativos. El gobierno mogol respondió sitiando al gobernador de la compañía en Bombay y bloqueando el puerto con la flota del abisinio Siddhi.
Las factorías de Bengala y la costa noreste fueron atacadas y tuvieron que ser abandonadas temporalmente. El emperador también ordenó expulsar a los ingleses de Madrás. John Child falleció en 1690 y la situación terminó cuando el emperador perdonó a la compañía después que los gobernadores pidieran perdón por su atrevimiento. Durante los siguientes diez años los problemas continuaron y la decadencia del Imperio mogol continuó. Tropas extranjeras invadieron la India desde Persia. Toda esta inestabilidad hizo que los asentamientos extranjeros tuvieran que depender de sus propios recursos para la autodefensa ante las arbitrariedades de los funcionarios, los líderes rebeldes, los bandidos y por último de las compañías rivales.
Entre 1690 y 1697 la guerra hizo estragos en Europa. Los franceses habían producido grandes daños a las naves de la compañía, en una ocasión incluso habían capturado una flota entera de naves mercantes. Pero en Londres los enormes beneficios de la compañía habían despertado los celos y estimulado los intentos de entrar a tan magnífico negocio. Guillermo III y luego la revolución de 1688 condujeron a la formación de una nueva compañía que competiría por un remozado sistema de fletamento. En 1693 el fletamento de la antigua compañía se declaró desierto por el impago del 5 % de impuesto establecido para la Corona y solo fue renovado con la condición de que fuera rescindido con tres años de preaviso. Entonces en 1698 el ministro de economía inglés, urgido por dinero, obtuvo un Acta del Parlamento garantizando una Carta Real a la nueva compañía que se comprometía a prestarle dos millones de libras esterlinas al 8 % de interés.
La aparición en la India de una segunda compañía inglesa creó serios problemas internos. Cada empresa hizo todo lo posible por arruinar a la otra. Ambas izaban la bandera inglesa y enviaban embajadores a la corte mogol solicitando el patrocinio del emperador. Esta perjudicial actuación fue terminada finalmente en el año 1700, justo antes del comienzo de la gran guerra por la sucesión de España y después de la ascensión de la reina Ana mediante la fusión de ambas compañías en la Compañía Unificada de Mercaderes Ingleses que Comercian con las Indias Orientales. El objetivo de esta medida fue concentrar todo el capital y la experiencia marítima que se tenía en una sola gran empresa, consolidando la posición inglesa en Asia del Sur.
Este cambio en la situación de la sociedad, junto a otros factores, llevaron a la promulgación de las Actas del Parlamento de 1813 y 1833, que abrieron el comercio británico con las Indias Orientales a todas las compañías británicas lo que significó la retirada completa de la compañía de sus funciones comerciales, continuando solamente ejerciendo sus responsabilidades bajo la supervisión de la Junta de Control hasta 1858, en que la Corona tomó el gobierno de la India, según el Acta de 1858, mediante la cual reemplazó la Compañía y la Junta de Control por un nuevo departamento de estado, la Oficina de la India, que funcionaría dependiendo de la Secretaría de Estado de la India.

## La Compañía Francesa de las Indias Orientales

Bandera de la compañía fusionada

La muerte del rey Carlos II de España en 1700 fue el detonante de una guerra que terminó con la partición de la monarquía española y un reordenamiento político de Europa, así como la muerte de Aurangzeb en 1707 inició la caída del Imperio mogol seguido con la alteración del sistema político de Asia. La conmoción y los trastornos territoriales que ocurrieron en las regiones centrales de Asia fueron testigos premonitorios de la inestabilidad y posterior caída de las dos grandes dinastías que gobernaban Persia y la India desde mediados del siglo XVI.
Los secuaces de los jefes marathas invadieron las regiones central y occidental de la India. El virreinato de las provincias del sur se convirtió en un principado independiente bajo el nizam Asif Jah. La rica Bengala cayó bajo el poder de un aventurero afgano. El Punyab, bajo el poder de los sijes. Nadir Shah, un soldado persa, saqueó Delhi en marzo de 1739, fue asesinado y lo reemplazó Ahmad Shah quien conquistó Afganistán y luego tomó todo el Punyab entre 1748 y 1751. En el entretanto los marathas se expandieron desde el suroeste sobre la India central. Durante este confuso periodo las compañías francesas e británicas aparecieron por primera vez en la arena política de la India. 
En 1715 la situación de la Compañía Francesa de las Indias Orientales mejoró rápidamente. Había ocupado la isla de Mauricio, abandonada por la Compañía Neerlandesa de las Indias Orientales, y se había establecido en la costa sureste de la India o Costa de Coromandel, donde Pondicherry fue la sede del gobernador general francés para todas las factorías francesas en la India.

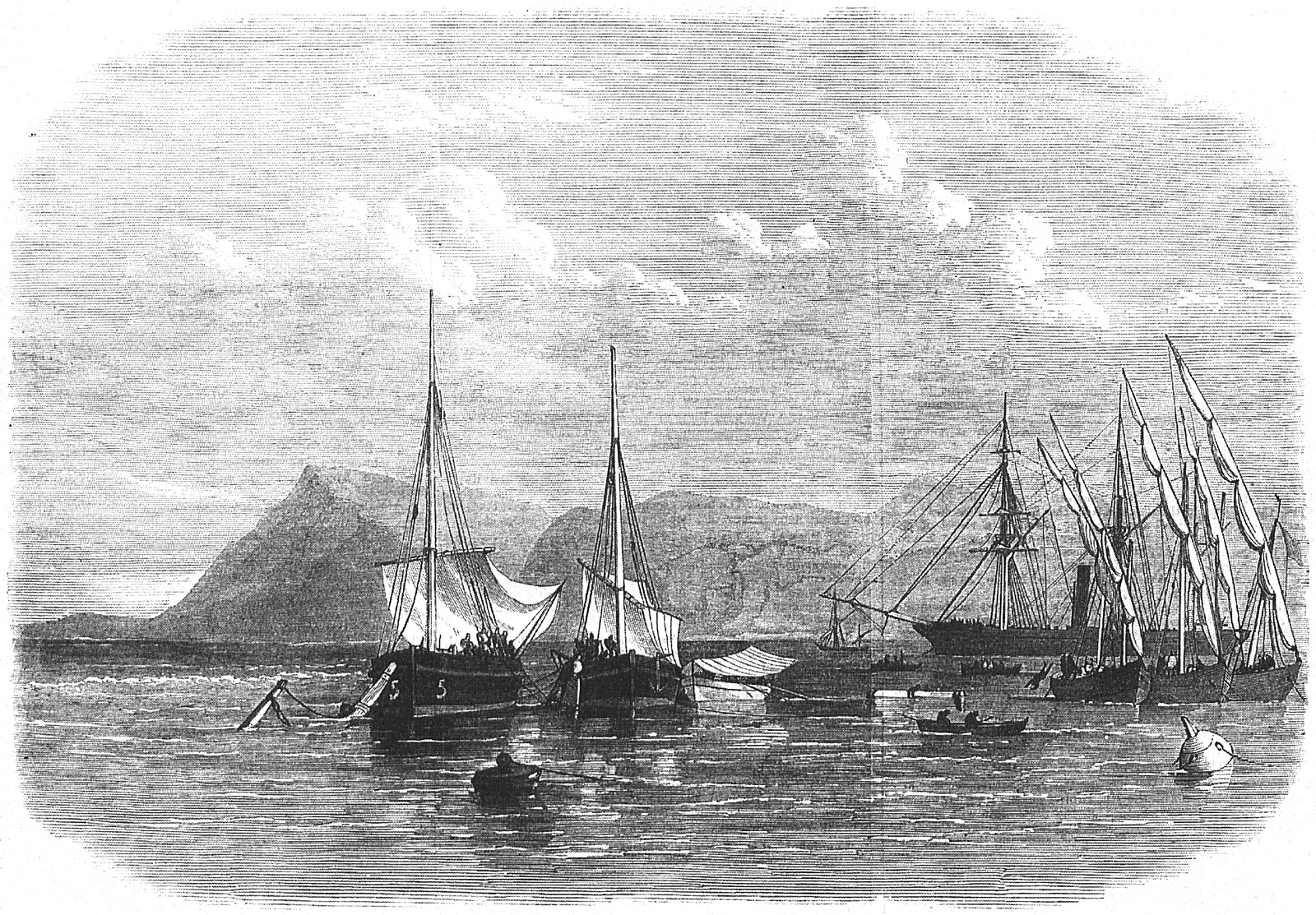
Recuperando mercaderías

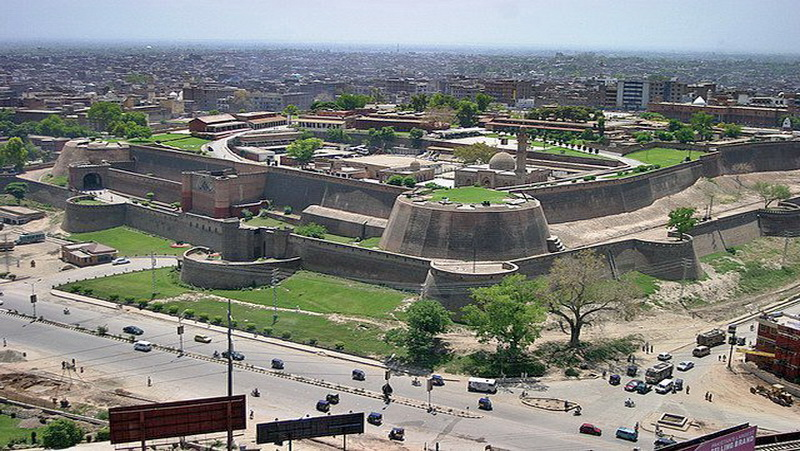
Tras la victoria británica en la primera guerra anglo-sij, la Compañía se hizo con la fortaleza de Bala Hissar en Peshawar y la reformó, recuperando su muralla exterior (1849).

### La Primera Guerra Carnática (1744-1748)
Esta guerra fue la consecuencia en el subcontinente indio de los enfrentamientos en Europa entre británicos y franceses durante la guerra de sucesión austríaca.
Hasta el comienzo de la guerra de sucesión de Austria las relaciones de las compañías británica y francesa en la costa de Coromandel habían sido en general pacíficas. Los británicos capturaron unas naves francesas, estos en represalia capturaron Madrás en septiembre de 1746 y los británicos sitiaron Pondicherry. El Tratado de Aquisgrán (1748) puso fin al conflicto en Europa y además estipuló que Madrás fuese devuelto a los británicos. Desde entonces ambas compañías se transformaron en fuertes poderes políticos en la India.

### Segunda Guerra Carnática (1748-1754)
Los franceses, bajo la influencia de Joseph Francois Dupleix, trataron de aumentar su influencia en el Carnátic mediante alianzas con una fracción de los príncipes nativos, y los británicos apoyaron a la otra.
Robert Clive se hizo famoso cuando al mando de los británicos atacó Arcot y obtuvo varias victorias sobre las tropas francesas. Después del Tratado de Pondicherry el nabab de Arcot se convirtió en aliado de los británicos los que obtuvieron la supremacía en el Decán a expensas de los franceses.

### Tercera Guerra Carnática (1756-1763)
El nabab de Bengala tomó Calcuta con el propósito de expulsar a los británicos. Robert Clive, luego de una serie de victoriosas batallas que concluyeron con la batalla de Plassey, derrotó definitivamente al nabab de Bengala.
Mientras tanto en Europa había estallado la guerra de los Siete Años a consecuencia de la cual, las hostilidades entre franceses e británicos se reanudaron en el Carnátic. La guerra volvió a estallar en Bengala, pero los británicos se impusieron con la victoria en Buxat. El Tratado de París (1763) puso fin definitivamente a las aspiraciones francesas en la India. Inglaterra obtuvo todas las posesiones francesas a excepción de Mahé, Yanam, Pondicherry, Karaikal y Chandernagor, que conservaría hasta bien entrado el siglo XX.
La guerra de los Siete Años marcó el inicio del fin de la presencia colonial francesa en la India. La desaparición de este potente rival comercial permitió a la Compañía Británica de las Indias Orientales consolidar el monopolio del comercio en la zona. En 1765 el emperador mogol les concedió la regencia en la zona de Bengala, la provincia más poblada y más rentable de todo el país. La compañía tuvo, sin embargo, algunos problemas con la resistencia local que culminaron en la tercera guerra anglo-maratha que dejó a la compañía con el control de la gran mayoría del territorio indio.
Los esfuerzos de la compañía para administrar la India se convirtieron en un modelo de sistema de servicios civiles en Gran Bretaña, especialmente durante el siglo XIX.

## Las guerras anglo-marathas

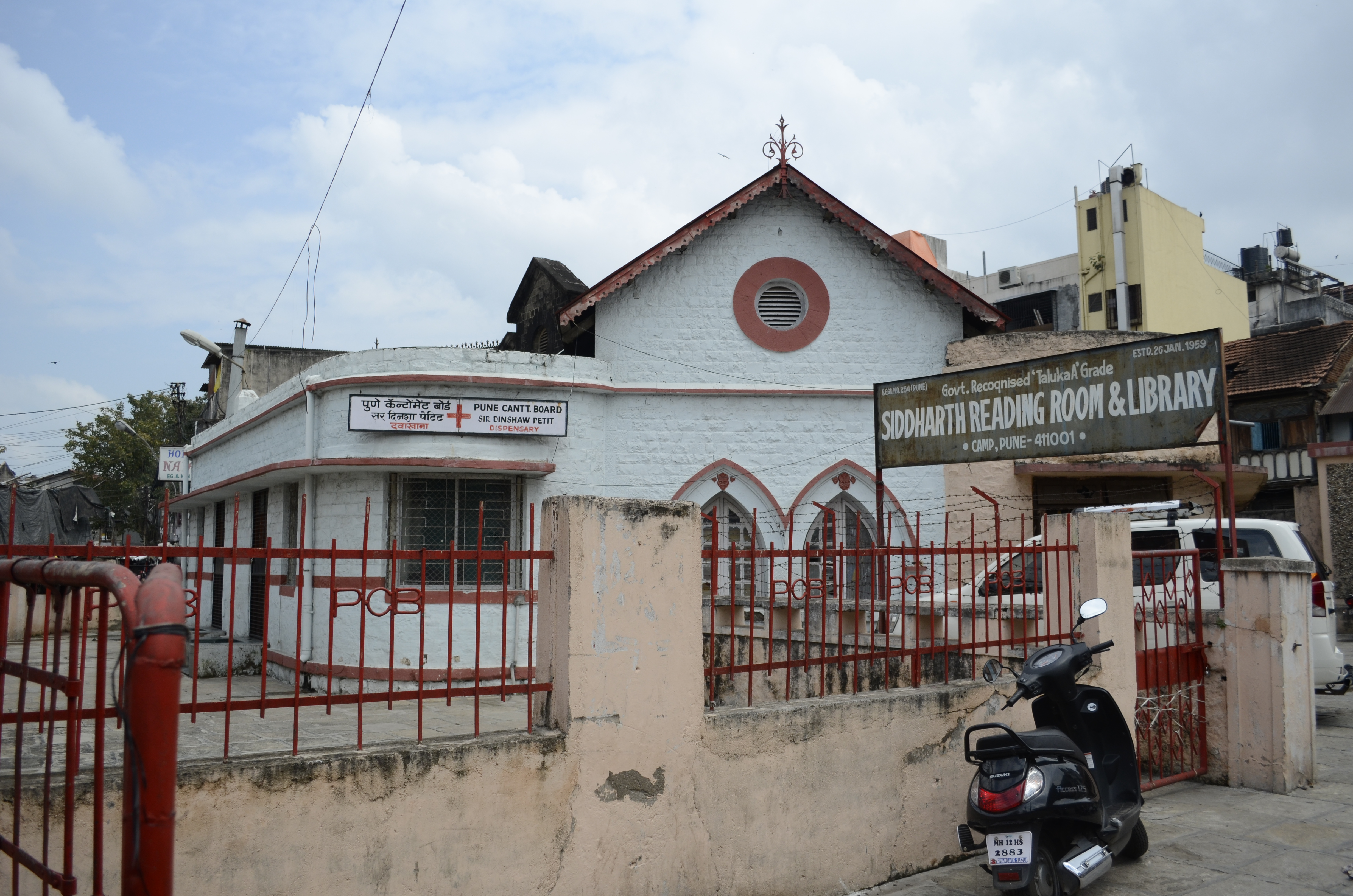
Monumento

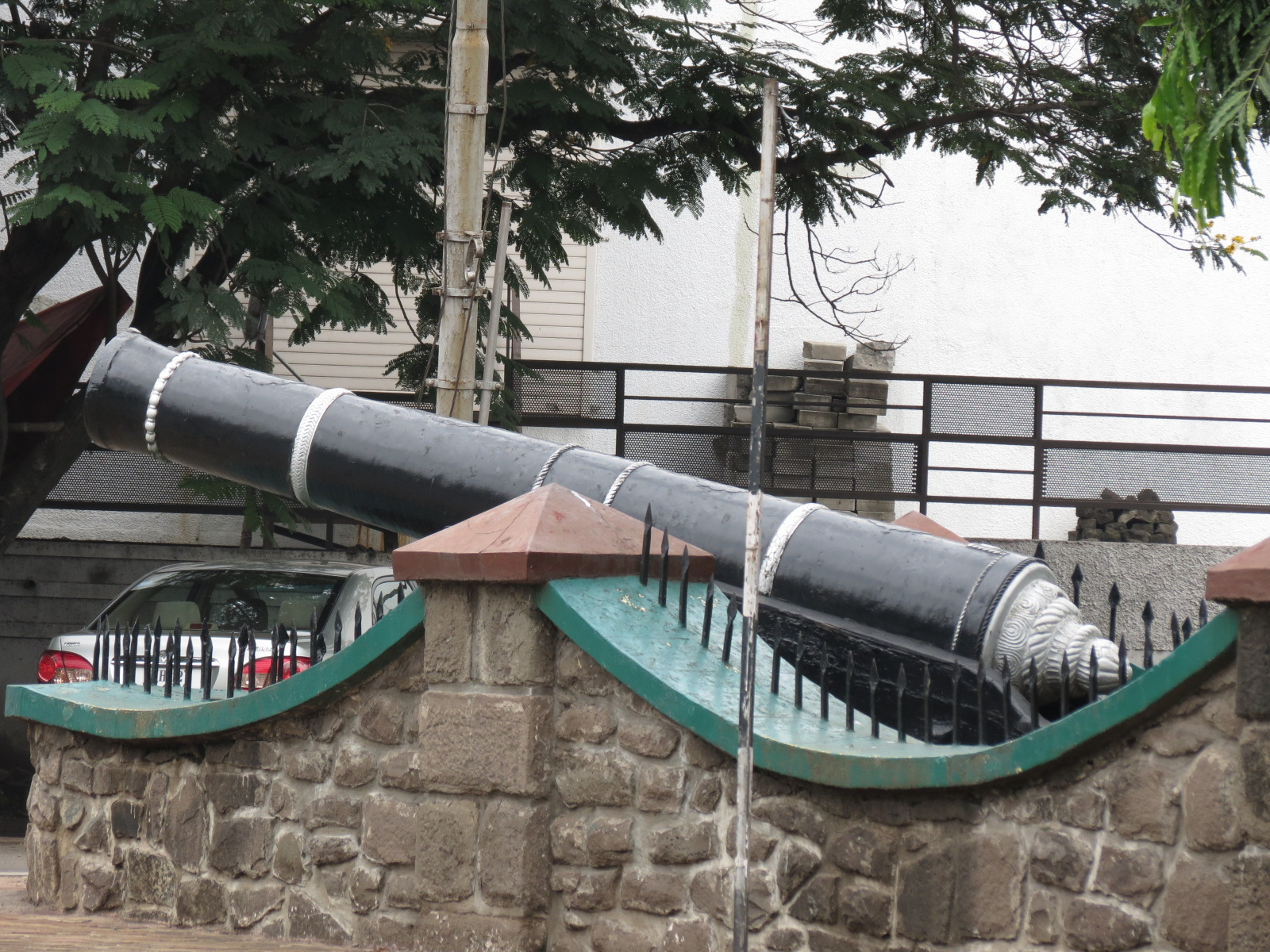
Monumento

### Primera guerra anglo-maratha (1777-1782)
La Primera guerra anglo-maratha se inició debido a que las presidencias de la compañía en Bombay y Calcuta tuvieron distintos puntos de vista frente a la disputa de los pretendientes al trono del Imperio maratha. 
El jefe de los marathas, Nana Phadnis, rompió los términos del Tratado de Calcuta, ante lo cual una fuerza de la compañía bajo el mando del coronel Cockburn fue enviada hacia Poona. Los británicos fueron derrotados en la batalla de Wargaum (Wadgaon), el 12 y 13 de enero de 1779 y obligados a firmar un tratado en que renunciaban a todos los territorios adquiridos después de 1775. 
Warren Hastings rechazó el tratado y envió una nueva fuerza contra los marathas, esta vez bajo el mando del coronel Thomas Goddard quien, luego de varios victoriosos combates, impuso en 1782 el Tratado de Salbai.

### Segunda guerra anglo-maratha (1803-1805)
La compañía se vio envuelta en la lucha por el poder que existía dentro del gobierno maratha y en parte para contrarrestar la creciente influencia francesa. Los marathas fueron derrotados en una serie de batallas por Gerard Lake y por Arthur Wellesley. Se firmaron los tratados de Deogaon y de Anjangaon que cedieron grandes extensiones de territorio a los británicos.

### Tercera guerra anglo-maratha (1817-1818)
También conocida como la guerra Pindari porque los pindari eran una caballería irregular,  protegida por los marathas y asociada a su ejército,  que se dedicaba exclusivamente al saqueo.
Merodeadores pindaris hicieron violentas incursiones en las zonas controladas por la compañía, la que en respuesta los persiguió dentro de territorio maratha. Los jefes marathas se enfrentaron a los británicos pero fueron derrotados en una serie de batallas.
Warren Hastings mandó el Gran Ejército y Thomas Hislop el ejército del Decán. El imperio maratha fue disuelto; grandes partes del territorio fueron cedidas a los británicos y otras áreas se convirtieron en estados principescos pero bajo control británico.

## Comercio con China

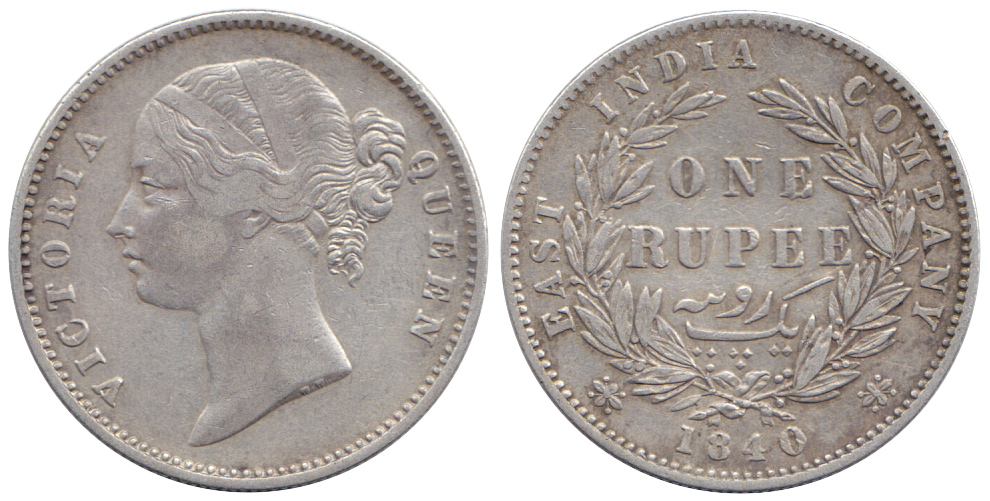
Rupia de la Compañía Británica de las Indias Orientales, Reina Victoria, Plata de 1840.

Los portugueses fueron los primeros navegantes europeos en llegar a China. En 1557 arribaron a Macao y luego subieron hacia el norte recalando en Amoy (actual Xiamen), en Fuchow (actual Fuzhou), y en Ningbó (actual Ningpo).
En 1637 el capitán John Wedell, enviado a China por el intérlope William Courten, recaló en Cantón. Tuvo una pésima recepción por las autoridades, debiendo emprender el regreso a Inglaterra sin mercancías; naufragó en su viaje de regreso. En 1672 finalmente la compañía pudo establecer una factoría comercial en la isla de Formosa, y se le permitió comerciar con los puertos de Amoy, Chusan (actual Zhoushan) y Cantón. La compañía obtuvo el monopolio del comercio entre Gran Bretaña y China, que perduró hasta 1834. 
En 1684 el emperador Kangxi permitió a los comerciantes extranjeros comerciar directamente con China. La Compañía pudo así trasladar la factoría desde Taiwán al puerto de Cantón. El comercio de Cantón fue rápidamente regulado por el gobierno imperial, que estableció una casa de contratación y exigió que la Compañía comerciara por medio de intermediarios chinos a fin de evitar el estraperlo y asegurarse de que abonaba aranceles y tarifas. En 1753 la Compañía trató de trasladar su negocio de Cantón al puerto de Ningbo, más próximo a los centros de producción de té y seda y con mejores condiciones aduaneras. A fin de evitar una caída de los ingresos de las aduanas, en 1757 el emperador Qianlong restringió todo el comercio con occidente al puerto de Cantón, e impuso rígidas medidas para evitar que los europeos comerciaran libremente en China. La Compañía hubo de trasladarse al distrito de las trece factorías de Cantón, donde sus sobrecargos residían durante la temporada comercial (otoño e invierno) para pasar la temporada baja en Macao. La Compañía ocupaba dos factorías de las 17 que formaban el recinto, y negociaba sobre todo con té y sedas. Debía adquirir sus productos del Cohong, un gremio de comerciantes chinos que tenía el monopolio del comercio con los extranjeros.
Pese a ser un monopolio en sí misma, la Compañía protestaba amargamente, asegurando que el Cohong fijaba precios abusivos y limitaba el libre comercio. Todas estas restricciones al libre comercio espolearon a la Compañía a patrocinar misiones diplomáticas a la Corte Imperial de Pekín a fin de conseguir la apertura de otros puertos comerciales en China y levantar las restricciones comerciales; sin embargo, tanto la misión de George Macartney (1796) como la de Lord Armherst (1816) acabaron en fracaso.

### Comercio del opio

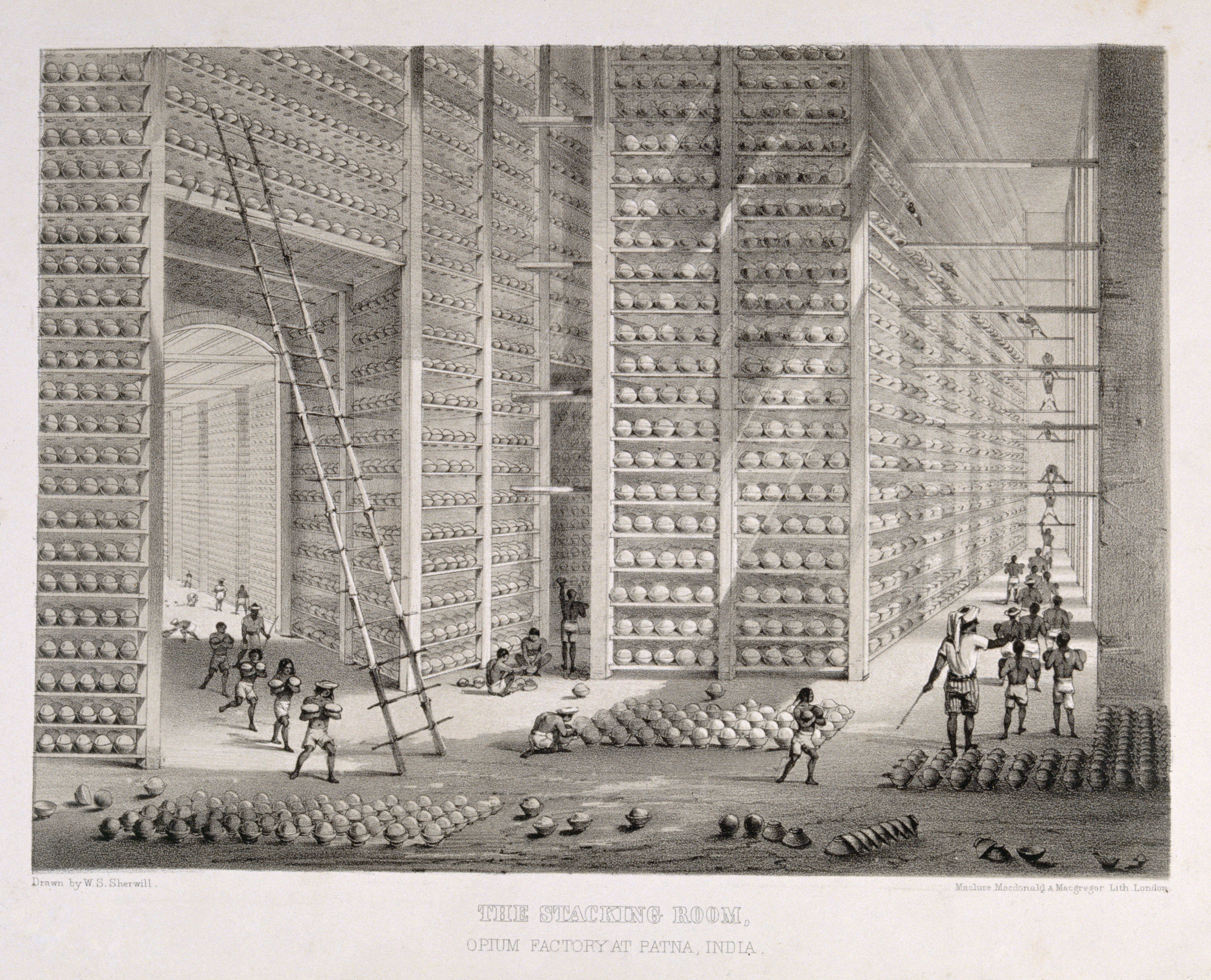
Almacén de opio de la Compañía en Patna, India.

El comercio con China floreció a pesar del fracaso de los esfuerzos gubernamentales ingleses por eliminar las restricciones administrativas. En el siglo XVIII, la compañía comerciaba con lana británica y algodones indios por té, porcelana y seda chinos. Las importaciones de té pronto se convirtieron en el mayor producto individual en la balanza comercial de Gran Bretaña. Por el contrario, la exportación a China de productos británicos e indios comenzó a declinar y como resultado se produjo el desequilibrio comercial entre Gran Bretaña y China. 
Mientras tanto, el valor de la ruta comercial entre Gran Bretaña y China no dejaba de crecer. Para la década de 1790, el comercio con China suponía el 10% del PIB británico. Los beneficios obtenidos por la Compañía en esta ruta servían para compensar la ruinosa ocupación de la India, que había costado 28 millones de libras a la Compañía (unos 5000 millones de libras en 2017) sin visos de que las oportunidades comerciales en el subcontinente indio pudieran cubrir la deuda: sólo gracias al comercio con China conseguía la Compañía obtener un beneficio, que en 1790 era de unos dos millones de libras anuales.
Sin embargo, la insaciable demanda de té en Gran Bretaña generó gran escasez de plata para pagar las importaciones de té. Esto obligó a la Compañía a buscar otras materias primas que exportar a China y con las que compensar la balanza de pagos entre China y Gran Bretaña. Así, comenzaron a traficar con opio, una mercancía altamente lucrativa sobre todo por su valor medicinal y su uso como droga recreativa, aunque altamente adictiva; la compañía era el mayor productor de opio en la India, y durante las guerras napoleónicas ocuparon la isla de Java y se hicieron con las plantaciones de opio holandesas en la isla. Aunque no directamente involucrados en la venta de opio, que estaba prohibido en China por un edicto imperial de 1729, la Compañía patrocinó su cultivo en la India, y hasta creó un órgano regulador, la Junta del Opio de Calcuta, que adquiría toda la producción local de opio, lo refinaba, y estaba a cargo de subastar el opio resultante a comerciantes particulares. Como el comercio entre la India y China no estaba sujeto a monopolio, estas agencias privadas se encargaron de traficar con opio con el consentimiento explícito de la Compañía. El narcotráfico se desarrolló en paralelo al comercio legal, y se disparó rápidamente. Tuvo tal éxito que para la década de 1820, la balanza de pagos entre China y Gran Bretaña se había volcado a favor de Gran Bretaña, que empezó a importar plata de China. 
Coincidiendo con una creciente crisis de adicción al opio y la creciente preocupación del gobierno imperial por abolir el narcotráfico, en 1834, el monopolio celosamente protegido de la Compañía fue abolido por el gobierno de Lord Melbourne, y el comercio con China se abrió a la competencia de docenas de compañías británicas.
Poco tiempo después del fin del monopolio de la Compañía, se hizo evidente que el tráfico de opio se había convertido en el único negocio rentable para algunas empresas británicas en el sur de China. En 1830, el opio inundó el mercado negro de China e inevitablemente se convirtió en una de las preocupaciones para el gobierno chino. A partir de 1834 el gobierno imperial empezó a establecer medidas represivas destinadas a erradicar el narcotráfico. A fin de culminar los esfuerzos del Deng Tingzhen virrey de Liangguang, en 1839 el emperador Daoguang nombró a Lin Zexu, un mandarín chino de gran reputación, Comisario Imperial con el mandato de erradicar el tráfico de opio en China. Nada más llegar a Cantón en marzo de 1839, Lin Zexu ordenó la confiscación de cerca de 20.000 cofres de opio de barcos ingleses, y se negó a pagarles indemnización a los comerciantes británicos. Este incidente indignó a los británicos y provocó la primera guerra del Opio en 1840. La contienda duró dos años, en los que los británicos estragaron la costa China. Cuando parecía que iban a tomar Nankín, la mayor ciudad de China, el gobierno imperial accedió a negociar con los mismos y firmó el Tratado de Nankín de 1842. En virtud de este tratado, Hong Kong fue cedido a la Corona británica por 150 años y cinco puertos chinos (Cantón, Amoy, Fuchow, Ningbó y Shanghái) fueron abiertos al comercio extranjero.

## Las guerras del opio

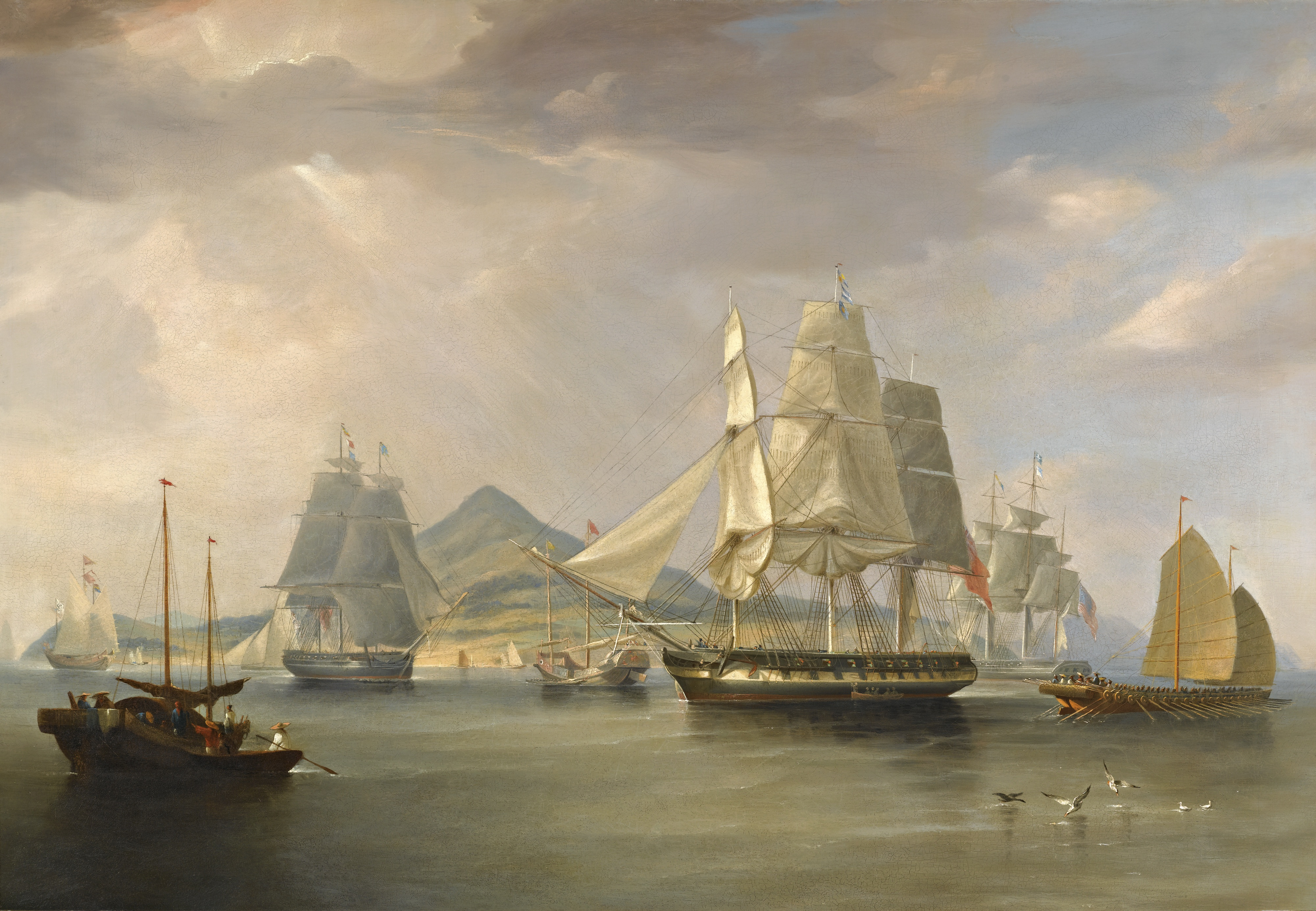
Naves inglesas participantes

### Primera guerra del Opio (1839-1842)
La adicción al opio entre los chinos se convirtió en un problema de proporciones enormes que obligó a la dinastía Qing a prohibir su importación. Para ello cerró a este comercio el puerto de Cantón. El superintendente de Cantón requisó más de un millón de kilos de opio sin derecho a compensación. El comandante Charles Elliot de la Royal Navy, superintendente de comercio británico en China, trató de obtener alguna compensación para los que fueron requisados, pero sus peticiones fueron rechazadas. Hubo enfrentamientos navales en el río de las Perlas y los británicos enviaron una fuerza naval desde la India y Singapur. Los fuertes de Boca Tigris, en la boca del río y luego Cantón fueron capturados por los británicos.
Los chinos también fueron derrotados en la boca del río Yangtsé y Shanghái fue ocupada. La primera guerra del opio terminó con el Tratado de Nankín que abrió cinco puertos al comercio: Shanghái, Cantón (Guangzhou), Foochow (Fuzhou), Ningpo (Ningbó) y Amoy (Xiamen). Además China cedió Hong Kong y garantizó una inmensa indemnización a Gran Bretaña.

### Segunda guerra del Opio (1856-1860)
En la década de 1850 las potencias occidentales buscaron renegociar sus tratados comerciales con China. Querían la apertura de todos los puertos chinos al comercio internacional, la legalización del comercio del opio y la exención de los derechos de importación. El gobierno Qing se negó y las relaciones se deterioraron. En Hong Kong un navío fue abordado por los chinos y hubo un intento de envenenar a los europeos en Hong Kong. Los franceses se involucraron en la ejecución de un misionero y los rusos y los americanos también protestaron. En la primera campaña de la segunda guerra del opio, fuerzas británicas y francesas capturaron Cantón y luego tomaron los fuertes Taku en las afueras de Tianjin. Hubo un cese temporal de las hostilidades en junio de 1858 con el Tratado de Tianjin que les daba amplios derechos a las potencias occidentales.
El gobierno Qing rechazó el tratado, lo que llevó a una segunda campaña. En junio de 1859 las fuerzas anglo-francesas trataron infructuosamente de tomar los fuertes de Taku. En el verano del año siguiente una fuerza aliada más grande proveniente de Shanghái capturó Tianjin y finalmente en septiembre de 1860 derrotaron a los chinos en la batalla de Pa-li-chao. El Palacio de Verano en Pekín fue destruido. La Convención de Pekín ratificó el Tratado de Tianjin. El comercio del opio fue legalizado, la China se abrió a los comerciantes occidentales y Gran Bretaña y Francia obtuvieron una enorme indemnización.

## El motín del Ejército de Bengala (1857-1858)

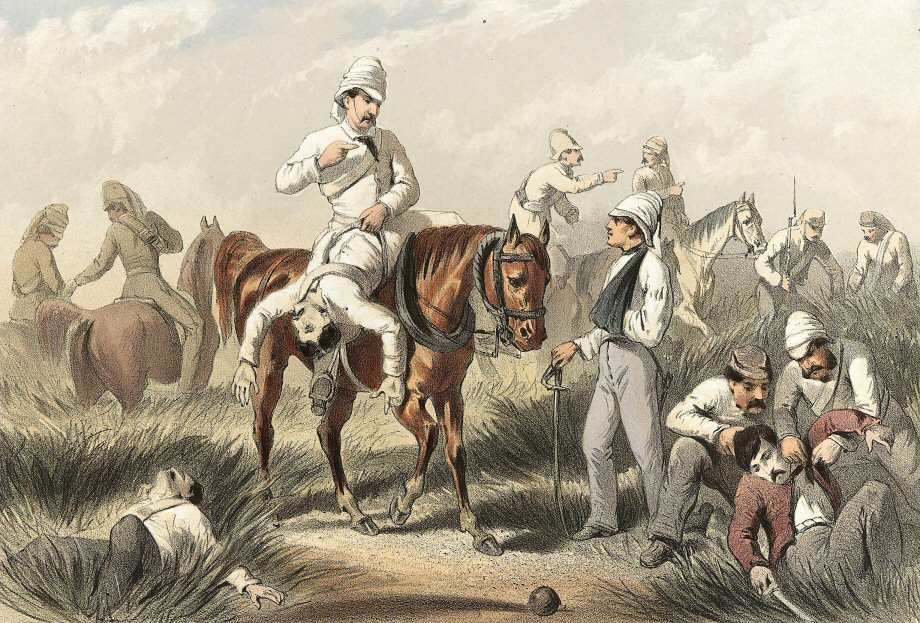
Soldados británicos buscando heridos

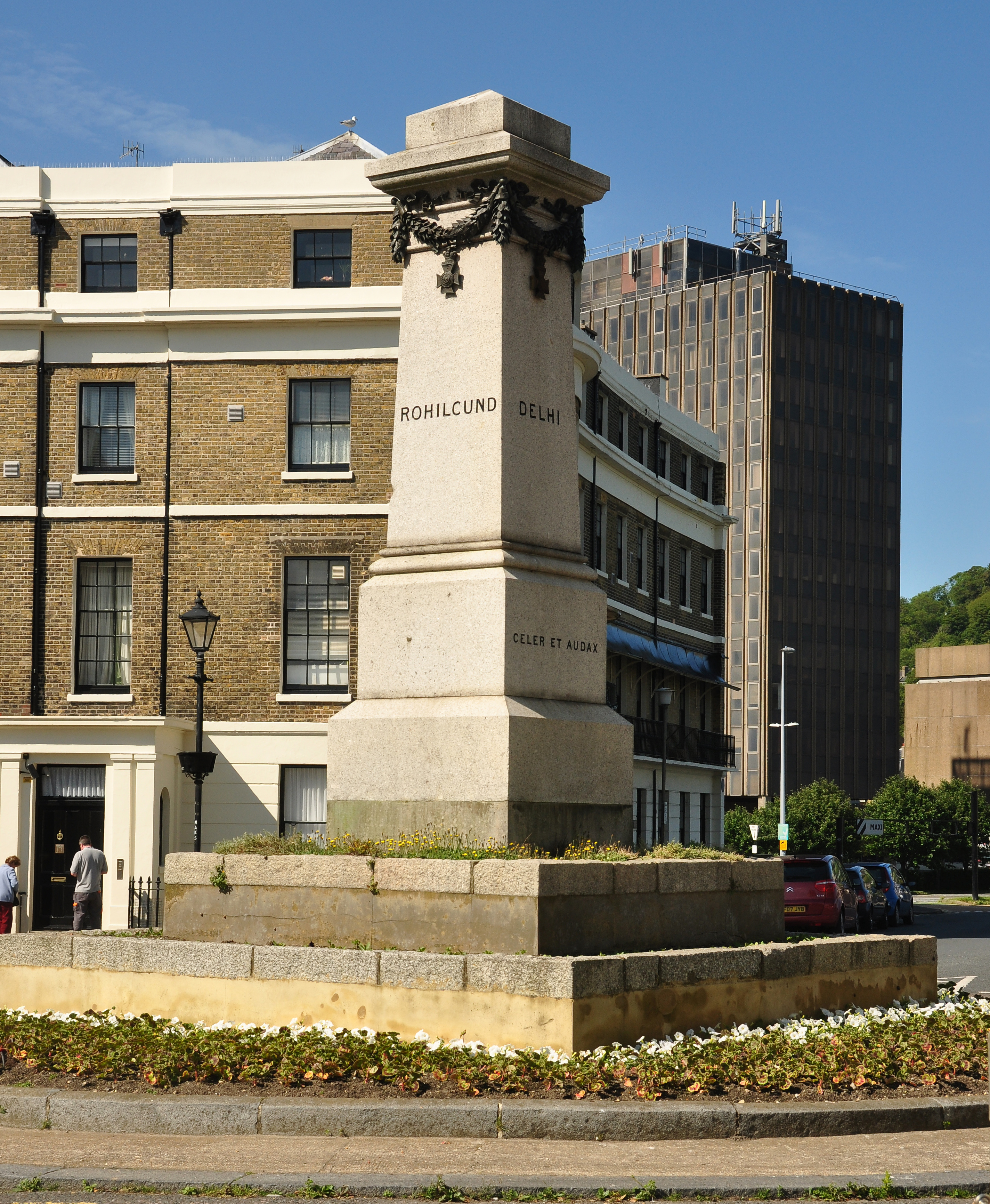
Monumento en Dover, Kent

También se le conoce como el Levantamiento de los Cipayos, el Levantamiento de la India o la rebelión de la India de 1857. Fueron acontecimientos que sucedieron en 1857 y 1858 en varios regimientos del Ejército de Bengala. Los Ejércitos de Bombay y Madrás permanecieron ajenos al conflicto. Se considera que esta rebelión finalizó con la caída del reino de Gwalior el 20 de junio de 1858.
El Ejército de Bengala tomó la iniciativa con motines iniciales en los distintos regimientos que lo conformaban, pero rápidamente elementos nacionalistas indios trataron de politizar el conflicto pidiendo que el emperador mogol reinvidicara sus aspiraciones de restablecer el antiguo Imperio mogol pero los británicos fueron capaces de reorganizar sus fuerzas y poco a poco restablecieron el control.
Las causas fueron varias: 
a) De índole religioso, por un nuevo tipo de cartucho entregado a los cipayos. Los cartuchos de papel estaban engrasados con manteca de res, manteca de cerdo, o una mezcla de ambas y tenían que ser abiertos con la boca, una idea aberrante tanto para los soldados hindúes como los soldados musulmanes, ya que iba en contra de sus principios religiosos.
b) La pérdida del contacto y ascendiente entre los oficiales y su personal.
c) Exceso de confianza de los funcionarios de la compañía en su invencibilidad, se creían inexpugnables.
d) Las reformas de James Ramsay, gobernador general de la India, que demandaron mayores impuestos.
e) La llegada de la tecnología: los soldados de la Compañía y otros indios veían con temor los trenes y buques a vapor, les parecían criaturas impías. Los nuevos sistemas de comunicación amenazaban algunas castas y empresas existentes.
f) La doctrina de la caducidad, que consistía en que la Compañía podía anexarse el principado de cualquier gobernante indio que hubiese muerto sin herederos naturales o con uno manifiestamente incompetente.
Como consecuencia de estos motines la Compañía Británica de las Indias Orientales fue disuelta en 1858 y los británicos tuvieron que reorganizar su ejército, el sistema financiero y la administración de India. El país pasó a continuación a ser gobernado directamente por la Corona británica con el nombre de Raj británico.

## Fin de la compañía
A mediados del siglo XIX, el control de la compañía se extendía por la mayor parte de la India, Birmania, Singapur y Hong Kong; una quinta parte de la población mundial estaba bajo su autoridad. Solucionó algunos problemas de liquidez para comprar el té en China, exportando el opio indio.
En 1813 quedó privada del monopolio comercial y en 1833 se quedó sin el comercio del té en China. Finalmente, en 1858, la compañía perdió sus funciones administrativas, que le fueron retiradas por el gobierno después de la Revuelta de los cipayos en 1857; la India se convirtió formalmente en una colonia británica. A principios de 1860, todas las posesiones de la compañía pasaron a manos de la Corona. La compañía siguió controlando el comercio del té. Finalmente, se disolvió el 1 de enero de 1874.
En la saga hollywoodense de "Piratas del Caribe", el poderoso y maquiavélico Lord Beckett, encarnado por el británico Thomas Hollander, dirige a la East Indian Company. La compañía figura como uno de los antagonistas del protagonista de la saga, el capitán Jack Sparrow, interpretado por el actor estadounidense Johnny Depp. Si bien en la realidad la compañía nunca estableció operaciones en el Mar Caribe hasta el siglo XIX.